# Pa integral
El  pa integral  està compost de farina de blat no refinada (té més segó). Es denomina integral al pa que posseeix una gran quantitat de fibra dietètica. Alguns pans considerats d'elaboració tradicional són denominats integrals, en alguns casos com el pa de soda irlandès és un pa integral. En alguns països del nord d'Europa es considera el consum d'aquest pa com un ingredient de la dieta equilibrada. La popularitat d'aquest pa ha anat creixent des de finals del segle XX i avui en dia és fàcil trobar envasat en qualsevol dels pans industrials que es venen en els supermercats.

## Elaboració
El principal ingredient d'aquest tipus de pa és la farina no refinada (és a dir, no perfectament molta) de blat. En algunes ocasions es barreja la farina de blat amb altres cereal és com pot ser sègol. El resultat és un pa de molla més fosca que el pa de farina de blat ( pa blanc ). No s'ha de confondre aquest tipus de pa amb el pa negre que s'anomena així al pa elaborat amb farina de sègol. En molts casos s'empra perquè puji llevat natural o fins i tot llevats mare perquè el sabor sigui més tradicional.

## Nutrició
El pa posseeix fonamentalment una concentració d'hidrats de carboni (en forma de midó) però aquest pa posseeix una alta quantitat de fibra dietètica (al voltant dels 4 grams per cada 100 de pa). Altres aliments com el pa blanc tenen una menor quantitat el 2,2% o un 0,2% en el cas de l'arròs. En l'actualitat sol afegir segó en l'elaboració per tal d'augmentar la seva concentració de fibra dietètica. Aquest tipus de pa sol tenir un contingut major de vitamina B que altres pans a causa de l'ús de farines poc processades, i una mica més de minerals (principalment pel segó). És de ressaltar que l'ocupació de pa integral en la dieta és una font apreciable de vitamina B  6 .

## Usos
L'ús que es fa d'aquest pa resulta ser molt divers, en algunes ocasions participa en l'elaboració d'alguns sandvitxos. Aquest pa sol tenir una forta olor de blat. És per aquesta raó per la qual se sol emprar en algunes preparacions culinàries en què calgui la participació de l'aroma de pa.